# Garrapatas, Juan R. Escudero
Garrapatas är en ort i Mexiko.   Den ligger i kommunen Juan R. Escudero och delstaten Guerrero, i den södra delen av landet, 250 km söder om huvudstaden Mexico City. Garrapatas ligger 472 meter över havet och antalet invånare är 762.
Terrängen runt Garrapatas är huvudsakligen kuperad, men åt sydost är den bergig. Runt Garrapatas är det ganska tätbefolkat, med 72 invånare per kvadratkilometer. Närmaste större samhälle är Tierra Colorada, 2,7 km söder om Garrapatas. I omgivningarna runt Garrapatas växer huvudsakligen savannskog.